# Le metafore di Taylor
Le nuove modalità introdotte nella terza generazione della formazione a distanza (FAD) cambiano la tipologia comunicativa uno-molti, utilizzata nelle prime due generazioni, in una del tipo molti-molti. La velocità delle nuove connessioni permette agli allievi di interagire più facilmente con il docente, ma anche di instaurare rapporti collaborativi e cooperativi con gli altri allievi.
Le opportunità fornite dall’uso dei computer e delle reti di computer ha indotto collegamenti tra i vari paradigmi psicopedagogici con le tecnologie digitali, in particolare le metafore di Taylor si sono rivelate particolarmente utili per capire tali legami.
La tipologia comunicativa del tipo molti-molti può essere suddivisa in due modalità: 
a)	La modalità sincrona si realizza quando i discenti e il docente si incontrano contemporaneamente;
b)	La modalità asincrona si realizza quando i discenti iniziano l’apprendimento successivamente all’erogazione dei contenuti, i quali sono depositati on-line su apposite piattaforme.
I tre diversi paradigmi (comportamentismo, cognitivismo e costruttivismo) si concretizzano nella prassi con diversi strumenti e tecniche: tutor, tool e tutee.

## Tutor
Il computer visto come Tutor fa riferimento al paradigma comportamentista: cioè ad un insieme di regole, processi, pratiche e strumenti, che servono per educare. Il comportamentismo si rifà al condizionamento classico di Pavlov e al condizionamento operante di Skinner.
In questa ottica, si pone in evidenza il rapporto stimolo – risposta, secondo il quale, incentivando un dato comportamento, si attua un rinforzo (positivo). Nel campo dell’insegnamento, gli stimoli prevedono delle risposte e, sulla base di queste ultime, si effettua un rinforzo funzionale all’apprendimento.
Il CBT (Computer Based Training) rappresenta il ruolo che il computer ha nella logica comportamentista: cioè quella di rinforzo sui contenuti e di funzione di assistenza e supporto. 

## Tool
Il cognitivismo fa riferimento ad un altro paradigma psicopedagogico, che rappresenta una strategia didattica – educativa: l’alunno non viene più visto come vaso da riempire, ma lo si mette nelle condizioni per poter interagire con la realtà esterna, la quale funge da input e permette di modificare gli schemi mentali dello studente.
In tal senso, il computer è uno strumento (tool) per costruire la propria conoscenza, cioè consente di modificare le informazioni di partenza per costruire nuove conoscenze. Esempi di questo tipo, possono essere i programmi di videoscrittura, gestione dati, narrazione (si può scrivere anche un documento multimediale come l’inserimento di immagini, registrazioni e messaggi non verbali). Da ricordare, in particolare, l’office automation (ad esempio, Word, come elaboratore di testi). Gli studenti utilizzano degli strumenti (tools) per modificare i propri schemi mentali.

## Tutee
Consiste nell’istruire un computer su come risolvere i problemi (coding o programmazione). Si attua un processo di metacognizione: è una riflessione sui propri processi cognitivi (thinking about thinking). 
Fa riferimento al costruttivismo sociale, in particolare al linguaggio di Vygotskij, che consente l’interazione dell’individuo con gli altri e al costruttivismo interazionista, che pone attenzione all’interazione tra individuo e ambiente. Per quanto riguarda il computer, permette di modificare i propri schemi mentali non in modo lineare e sequenziale, ma passando da una pagina web all’altra, attingendo alle informazioni che interessano l’individuo. Ciò avviene grazie all’ipertesto (hypertext), che consente la realizzazione di pagine web. Queste pagine non seguono la logica sequenziale, come è per la lettura di un libro, ma rende possibile la realizzazione di un percorso (informativo, cognitivo) che ognuno può scegliere in base alle sue preferenze. All’interno di ogni pagina web possono essere presenti contenuti informativi di diverso genere: testo, immagine, audio, video che complessivamente vengono definiti “Hypermedia” o anche elementi multimediali.
La struttura ad albero dell’ultima generazione del web segna il passaggio da un web statico (in precedenza chi gestiva la pagina decideva il contenuto delle pagine stesse) alla possibilità di una personalizzazione della gestione delle pagine da parte dell’utente.
In Italia è stato proposto, sulla scia del paradigma costruttivista, il cosiddetto PNSD (Piano Nazionale Scuola Digitale), presente all'interno della legge della Buona Scuola. Essa prevede che ogni scuola diventi un vettore per la gestione degli strumenti digitali, ma anche per la formazione degli alunni. All’interno del PNSD assume rilevanza il coding come attività metacognitiva: l’alunno non deve imparare dal computer, ma è lui stesso ad istruire il computer, scrivendo le informazioni comprensibili al computer, che mette in atto una sequenza di operazioni per la ricerca di una soluzione (programmazione di algoritmi).
Tutti i paradigmi hanno un loro fondamento: al contrario delle teorie scientifiche (ogni teoria supera quella precedente), in quelle psicopedagogiche sono tutte utili e devono essere studiate per poterle utilizzare in un determinato contesto di riferimento.
Un ulteriore approccio pedagogico che è stato proposto da George Siemens   che ha introdotto un paradigma denominato connettivismo. 
Il paradigma connettivista stabilisce che la conoscenza si acquisisce anche attraverso l’interazione con sistemi automatici: non soltanto, quindi, con l’ambiente e con gli altri, ma anche con dispositivi (sistemi esperti, intelligenti, banche dati automatiche), i quali modificano i nostri schemi mentali e modificano la nostra conoscenza.
Alla luce dello sviluppo tecnologico attuale, l’affermazione di Siemens, secondo cui la chiave di volta nei processi di apprendimento è la capacità di connettersi alle reti informative, risulta che  un processo di apprendimento risulta migliore non perché riesce ad accumulare informazioni, ma in quanto sono più accurate le connessioni che permettono l’accesso a tali informazioni: <<the pipe is more important than the content within the pipe>>. Tale affermazione è stata ed è criticata all’interno di blog e discussioni in rete, ma altri, vista la realtà attuale, non la ritengono fuori luogo.

## Strumenti in rete
Gli strumenti a disposizione in rete sono svariati e finalizzati ad obiettivi diversi:
- il forum è uno strumento di comunicazione asincrono (si possono visualizzare i messaggi a proprio piacimento, quando si vuole);
- la chat è uno strumento di comunicazione sincrona (comunicazione simultanea);
- il glossario è un insieme di spiegazioni di termini, che riguardano un certo argomento: è un dizionario condiviso nel quale si possono comunicare le proprie conoscenze agli altri, attraverso la costruzione di lemmi;
- il wiki è lo strumento, attraverso il quale si costruiscono conoscenze in maniera collaborativa. Wikipedia permette, ad esempio, di costruire insieme la conoscenza di tutti;
- i social consentono, se si usano in ambito educativo, di condividere la conoscenza e di costruire comunità di apprendimento. Il costruttivismo sociale consente agli individui di interagire, non solo con l’ambiente, ma anche con gli altri. L’apprendimento su rete consente di interagire, in particolare, con il docente (in aula si tende anche a interagire tra alunni, con eventuali distrazioni);
- le comunità di pratiche usano la rete per lavorare insieme, senza conoscersi.